# Glowe
Glowe település Németországban, Mecklenburg-Elő-Pomeránia tartományban. Lakosainak száma 1036 fő (2023. december 31.).

## Fekvése
Rügen szigetén fekvő település.

## Története
Glowe nevét először egy 1314-es dokumentum említette. A terület 1392-ig a Rügen-i Hercegség, majd a Pomerániai hercegség része volt. A Vesztfália békével 1648-ban Rügen, így Glowe területe is a Svédországi Pomeránia része lett.
1815-ben Rügen a Neuvorpommern részeként a pommeriai porosz tartományhoz került. 1818-tól a terület Rügen körzetéhez vagy kerületéhez tartozik.
Az egykori halászfalu a 20. század elején egyre inkább a szomszédos Schaabewald fürdő turizmusának hatása alatt növekedett.
Az 1952 és 1955 közötti években Bergen kerületéhez tartozott. Az önkormányzat ezután 1990-ig a Rügen körzethez tartozott Rostock kerületben, és ugyanabban az évben a Mecklenburg-Vorpommer része lett. Az 1990-ben átnevezett Rügen kerület 2011-ben került a Vorpommern-Rügen kerülethez.

## Népesség
A település népességének változása:
| Lakosok száma | 1015 | 935  | 968  | 957  | 971  | 1036 |
|               | 2010 | 2017 | 2019 | 2021 | 2022 | 2023 |